# Kulspruta m/39
Kulspruta m/39, förkortat ksp m/39, är en svenskframtagen kulspruta utvecklad från John Moses Brownings M1917-kulsprutekonstruktion som licenstillverkades av Carl Gustafs stads gevärsfaktori. Den påminner mycket om amerikanska Browning M1919, men var en förenklad luftkyld variant av Kulspruta m/36, som utvecklats ur Ksp 14-29, som i sin tur byggde på Browning M1917 A1. Den användes främst som fast beväpning i stridsvagnar och värntorn men kunde även monteras i lavett m/14 för till exempel luftvärn.

## Kaliber
Ksp m/39 fanns ursprungligen med två typer av pipor, en för 6,5 mm patron m/94 och en för 8 mm patron m/32; men under början av 1970-talet introducerades ytterligare en pipa, denna för patronen 7,62 × 51 mm NATO, i Sverige betecknad 7,62 mm patron 10. Denna patron hade införskaffats i och med introduktionen av Automatkarbin 4, varav man bestämde att flera existerande 6,5 mm och 8 mm vapen skulle omkamras till den nya patronen, exempelvis 6,5 mm kulspruta m/58. Flera vapen, såsom ksp m/39, behöll dock möjligheten att använda de äldre piporna så man kunde skjuta upp existerande ammunitionlager av 6,5 mm och 8 mm ammunition.

## Modern användning

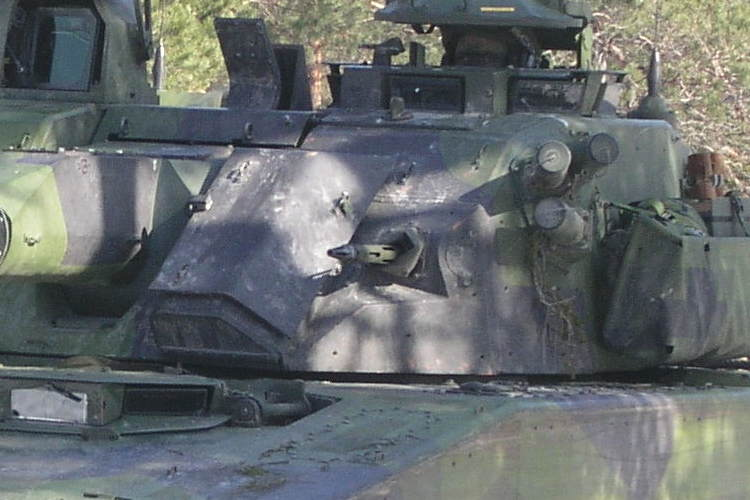
7,62 mm ksp m/39 i tornet på stridsfordon 9040A.

Trots sin ålder förekommer 7,62 mm ksp m/39 än idag i den svenska försvarsmakten, huvudsakligen som stridsvagnskulspruta i pansarskyttefordonen stridsfordon 9040 Adam och Bertil. Typen kommer med tiden dock ersättas med 7,62 mm kulspruta m/58 när stridsfordon 9040 Adam och Bertil uppgraderas till modell David 1 (D1) och David 2 (D2) vardera.

## Varianter
Ksp m/39 finns i varianterna A, B och C, både som högermatad och vänstermatad. Stridsfordon 90 A & B använder den vänstermatade varianten av m/39C i tornet.